# Concita De Gregorio

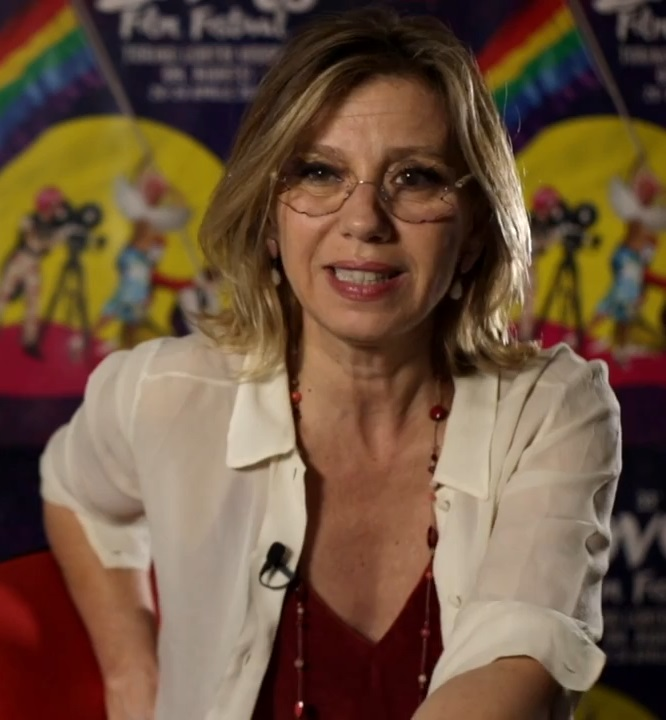
Concita De Gregorio l'any 2018

Concita De Gregorio (Pisa, 19 novembre de 1963) és una periodista, escriptora, presentadora de ràdio i de televisió i opinadora italiana.
Nascuda a Pisa de mare catalana (de cognom, Borràs) i de pare toscà d'origen sicilià, va créixer a Liorna. En aquesta ciutat, estudia a l'institut clàssic Niccolini Guerrazzi; successivament, es llicencia en Ciències polítiques a la Universitat de Pisa.
Durant els anys universitaris, comença a dedicar-se al periodisme en ràdios i televisions locals de la regió. Entra a la redacció d'Il Tirreno el 1985, on, durant vuit anys, treballa a les oficines de Piombino, Liorna, Lucca i Pistoia. El 1998, és contractada per La Repubblica, on s'ocupa de crònica i de política interior. L'any 2001 publica Non lavate questo sangue (No renteu aquesta sang), dietari sobre els fets del G8 de Gènova, i un conte per la revista literària d'Adelphi. L'any 2006, publica a Arnoldo Mondadori Editor Una madre lo sà: tutte le ombre dell'amor perfetto (Una mare ho sap: totes les ombres de l'amor perfecte), finalista, l'any sobre, del Premi Bancarella.
Entre 2008 i 2011, va dirigir la històrica capçalera L'Unità, diari fundat per Antonio Gramsci.
Està casada amb el seu company de professió Alessandro Cecioni i és mare de quatre fills.
L'any 2021 Concita Gregorio va obtenir el Premi Margarita Rivière al rigor periodístic amb visió de gènere que concedeix l'Associació de Dones Periodistes de Catalunya.

## Programes de televisió
- Pane quotidiano (2013-2016)
- FuoriRoma (2016-2018)
- Da Venezia è tutto (2017)
- In onda (2021-)